# Valira, Grčija
Valira (grško Βαλύρα, izgovorjava Valira) je naselje na jugu Grčije. Je sedež občine Ithomi in leži na polotoku Peloponez. Mesto se nahaja v bližini antičnega mesta Messene in 18 km severno zahodno od mesta Kalamata in 177 km jugozahodno od Aten. Po štetju iz leta 2011 v naselju živi 843 prebivalcev.